# Бахрам-шах (султан Газні)
Бахрам-шах (*бл. 1084 — 1157) — володар Газневідський султанат в 1117—1157 роках. Повне ім'я Ямін аль-Даула ва=Амін аль-мілла Абул-Музаффар бахрам-шах ібн Масуд. На час його правління припадає занепад держави Газневідів.

## Життєпис
Походив з династії Газневідів. Син султана Масуда III і гауїар-хатун, доньки Малік-шаха I, султана Великих Сельджуків. Народився близько 1084 року. У 1115 році помер батька, а султаном став старший брат Ширзад. В цей час перебував у фортеці заміндавар, північніше Кандагару. Бахрам-шах відповідав за захист земель від Керманського султанату.
Після повалення і загибелі султана Ширзада у 1116 році вступив у боротьбу за трон з братом Арслан-шахом. Але того ж року зазнав поразки у битві при Тігінабаді. Після цього втік до Ахмад Санджара, маліка Хорасана, свого вуйка. Останній запропонував виступити посередником між братами, але Арслан-шах відкинув цю пропозицію. Тоді Санджар з військом та бахрам-шахом виступив проти Арслан-шаха, якому було завдано поразки у битві при Газні у 1117 році. після цього Бахрам-шах став новим султаном. У 1118 році лише за допомогою сельджуцького війська зумів придушити нову спробу брата захопити Газні. Арслан-шаха було схоплено і страчено. Разом з тим Бахрам-шах вимушений був визнати зверхність Сельджукидів.
Бахрам-шаха вимушений був сплачувати Ахмад Санджару щорічну данину. Також відправив до двору останнього в Мерві свого сина Даулат-шаха. Водночас намагався продовжити політику батька та діда щодо наповнення скарбниці за рахунок походів проти індійських держав. Перед тим у 1119 році придушив заколот місцевого валі Мухаммад ібн Алі. Слідом за цим здійснив військову кампанію (близько 1120—1121 років) проти раджпутів з клану Чаухан, яка загалом виявилася невдалою.
Разом з цим Бахрам-шах стикнувся з постійними заколотами залежних племен та держав, які вимушений був деякий час придушувати. Дедалі більшу небезпеку становили Гуріди. Втім, до 1130 року султану вдалося зміцнити свою владу, наповнити скарбницю та відновити військову потугу. Тому у 1135 році він відмовився продовжувати сплату данини Сельджукидам. Проте Ахмад Санджар доволі швидко зібрав потужне військо. Перші сутички довели неможливість чинити опір, тому Бахрам-шах втік до Лахору, а згодом замирився з Санджар. Газневіди знову потрапили під зверхність сельджуцької імперії.
Але невдачі в боротьбі з зовнішніми супротивниками призвели до втрати авторитету султана. Проти нього виступили Гуріди, правителі Мандешу і Фірузкоха. Водночас повстав полководець Мухаммад Бахлім, що захпоив важливе місто Нагор. Тому на допомогу прийшов Арнораджа Чаухан, магараджахіраджа Сакамбхарі. Султан переміг Бахліма, але зазнав поразки від війська Чаухан.
1148 року підступом вдалося захопити Кутб уд-Діна Мухаммада, правителя Фірузкоха, якого було отруєно. У відповідь брат останнього Сайф ад-Дін Сурі у битві при Газні того ж року завдав поразки Бахрам-шаху. Втім той зумів захистити Газні. Зібравши нове військо, у битві при Санг-і сурах бахрам-шах завдав поразки гурідам, захопив у полон Сайф ад-Діна, якого наказав стратити.
У 1150 році проти Бахрам-шаха знову виступили Гуріди. У битві при тігінабаді він зазнав нищівної поразки. Після цього гурідське військо на чолі із Хусейном II завдало нової поразки бахрам-шаху. В результаті той втік до Лахору, а столицю — Газні — було захоплено супротивником і сплюндровано. До 1151 року бахрам-шах залишався в Пенджабі, відновлюючи військову потугу.
У 1152 році він відвоював Газні. Останні роки провів у боротьбі з Гурідами. Втім на момент його смерті у 1157 році майже всі володіння в Сістані та Забулістані, а також Кандагарська область. Бахрам-шах тримався лише завдяки допомозі Ахмад Санджара. Проте після поразки останнього у 1153 році від огузів становище Бахрам-шаха погіршилося. Проте він зумів зберегти владу в Газні. Його спадкоємцем став син Хосров-шах.

## Культурна діяльність
Продовжив батьківську традицію підтримки поетів, богословів та вчених. Продовжувати працювати відомий суфійський поет Санаї. Між 1143 та 1146 роками Абуль-Маалі Насралла переклав з арабської мовою фарсі індійську історію «Каліла ва Дімна». За наказом султана зведено додаткові мінарети до батьківських у зірчастому стилі.